# Puente Ambroix
El puente Ambroix es un puente romano sobre el río Vidourle construido durante el siglo I, cerca del actual sitio arqueológico de Ambrussum. Se ubica en el sur de Francia, en la Región de Occitania, departamento de Hérault, a caballo entre los municipios de Villetelle y Gallargues-le-Montueux.

## Ubicación
El puente de Ambroix cruza el río Vidourle, un pequeño río de las Cevenas, entre los municipios de Gallargues-le-Montueux, en Gard al este, y Villetelle en Hérault al oeste. Fue construido en la calzada romana Vía Domitia entre Nimes y Montpellier. El oppidum galo de Ambrussum está cerca en la orilla occidental. El puente daba a la calle principal de la ciudad galorromana al pie del oppidum.

## Historia
Fue construido en el siglo I y permitió que la principal vía romana a Narbona, la Vía Domitia o Camino de Domiciano, cruzara el Vidourle. El puente estuvo en funcionamiento hasta 1299. Un dibujo realizado en la década de 1620 a petición de Anne de Rulman, abogada de la presidencia de Nimes, muestra el puente todavía equipado con cuatro arcos. Se sabe por La Chronologiette de Pierre Prion (1744-1759) que el sexto arco fue arrasado por una inundación en 1745. Sobre Le Pont d'Ambrussum, pintura de Gustave Courbet, fechado en 1857, se ve el cuarto arco. Se derrumbó en 1933 durante una inundación salvaje del Vidourle. Los escombros fueron recuperados en 1983 por un equipo de arqueólogos y apilados en la orilla izquierda con vistas a una hipotética reconstrucción del arco. El puente forma parte del sitio arqueológico y turístico de Ambrussum.
El puente está clasificado como Monumento Histórico por la lista elaborada en 1840.

## Descripción
El puente está construido con piedras de gran tamaño (bloques de 1,40 m x 0,70 m x 0,50 m) ensambladas sin argamasa con refuerzos de grapas de bronce selladas con plomo. Con una longitud de 180 metros, originalmente contaba con once arcos, de los cuales sólo se conserva el quinto en medio del río, con una luz de 10 metros. Los arcos son de bóveda de medio punto. En el fondo de la bóveda destaca la presencia de ménsulas de piedra que sirven de soporte en las cimbras. Los orificios de inundación son modestos, lo que explica que la presión de las aguas sea la causa del colapso del puente a pesar de la presencia de bosques.

## Galería

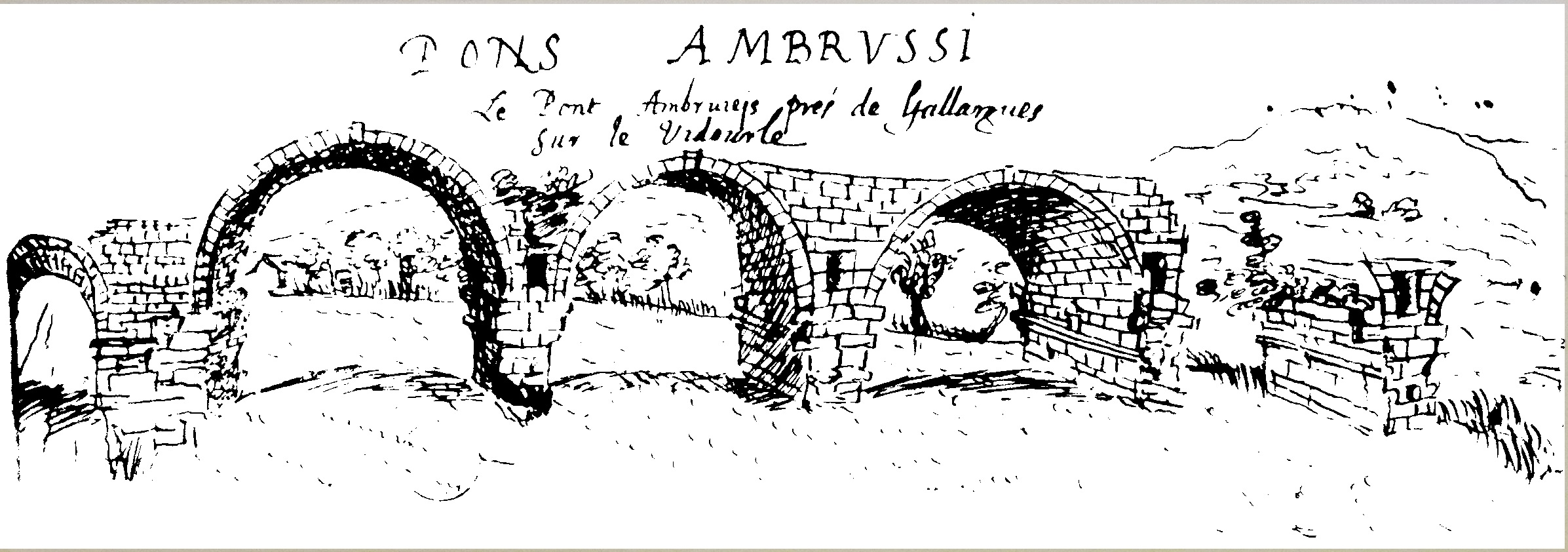
Pons Ambrussi, dibujo por Anne de Rulman, abogada del s. XVI.
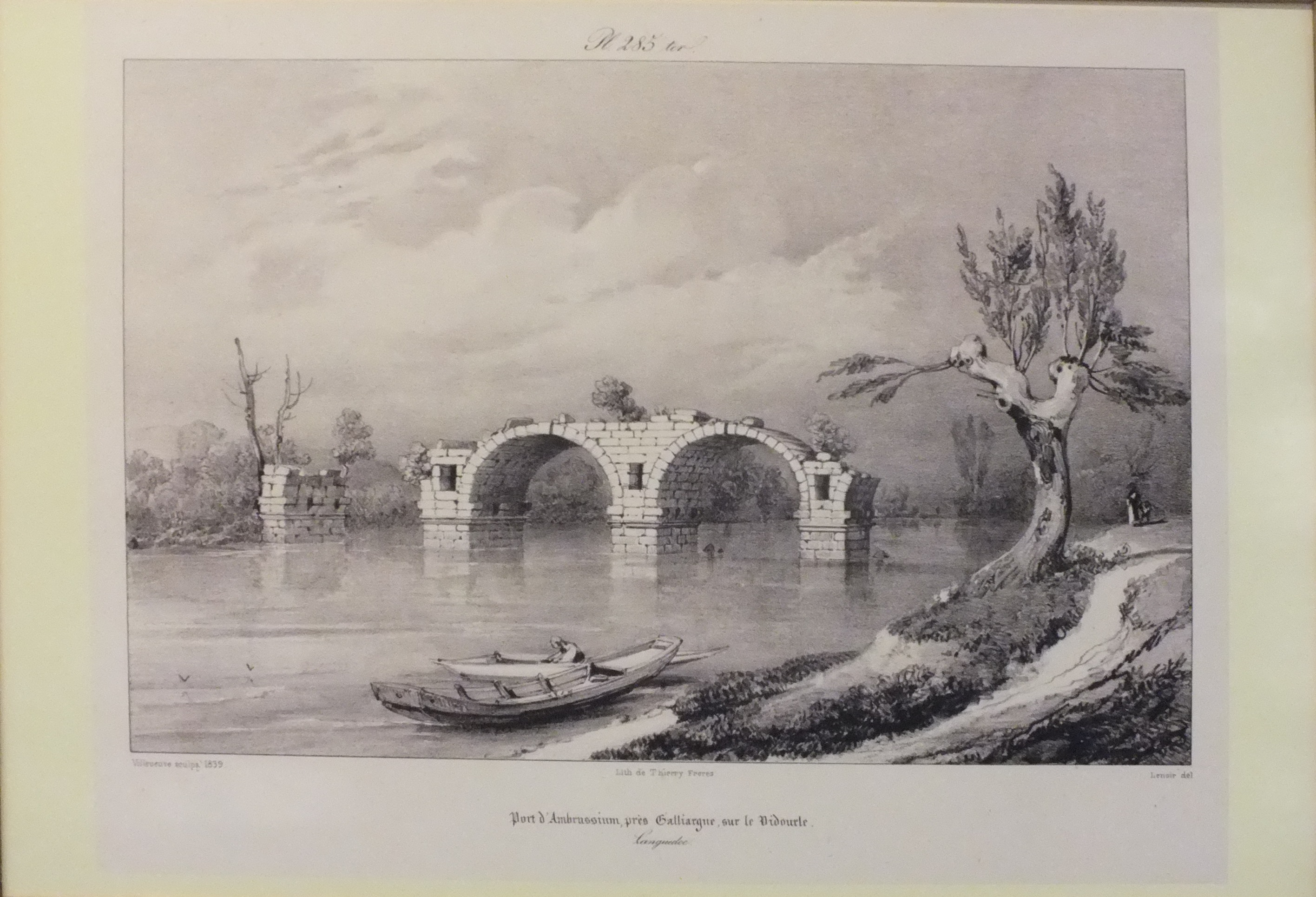
Le Pont d'Ambrussum, litografía de los hermanos Thierry en 1839.
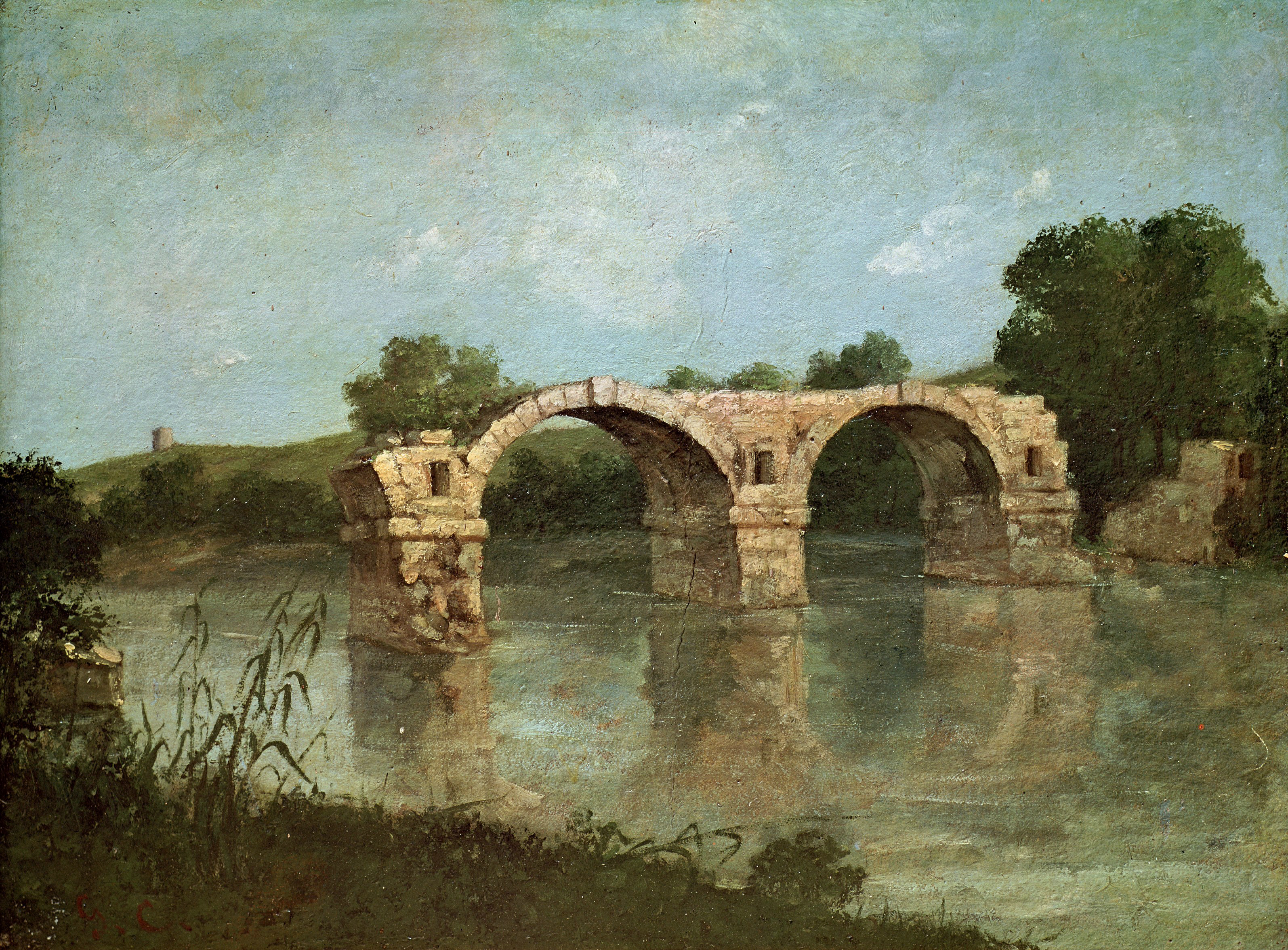
Le Pont d'Ambrussum, por Gustave Courbet, 1857, que muestra el puente todavía dotado de dos arcos.